# Malý Krtíš
Malý Krtíš (in ungherese Kiskürtös) è un comune della Slovacchia facente parte del distretto di Veľký Krtíš, nella regione di Banská Bystrica.